# Muhriz ibni Almarhum Tuanku Munawir
Muhriz ibni Almarhum Tuanku Munawir (ur. 14 stycznia 1948) – Yang di-Pertuan Besar (naczelny władca) malezyjskiego stanu Negeri Sembilan od grudnia 2008. Absolwent prawa na uniwersytecie w Aberystwyth w Walii.